# Yokaj Studio
Yokaj Studio är en svensk tecknarstudio som skapar svensk manga, men som också är verksam i spelbranschen. Studion grundades i april 2004 och har vunnit flera priser. Yokaj Studio består av fyra tecknare som går under namnen Yosh, Kajfa, Soya och DoraJen.
De håller årligen i flera föreläsningar om manga för att sprida manga-kulturen och har även deltagit i flera utställningar.

## Priser och utmärkelser
- 2006 Första pris för serien Stål mot blått. Bonnier Carlsen och Manga Medias tävling, Mangatalangen 2006.
- 2006 Bästa spelidé för spelet Sumo. Swedish Game Awards 2006.
- 2005 Första pris i klassen "Student Adult Manga/Storyboard" med Små Ting. International Manga & Anime Festival 2006.
- 2005 Små Ting. Seriefrämjandets Stora Serietecknartävling.
- 2005 Panda In Sakura Garden. Seriefrämjandets Stora Serietecknartävling.
- Bokjuryn kategori serier 2008
- Bokjuryn kategori serier 2009